# Pieralberto Carrara
Pieralberto Carrara (n. 14 februarie 1966, Bergamo, Italia) este un biatlonist ce a reprezentat Italia, medaliat olimpic. A participat la 4 ediții ale Jocurilor Olimpice (1988, 1992, 1994, 1998) în care a câștigat o medalie de argint.